# Ranipet
Ranipet (en tamoul : இராணிப்பேட்டை) est une ville du district de Vellore, située dans l'État du Tamil Nadu en Inde du Sud, sur la Route nationale 4 Chennai-Bangalore et sur la route nationale 40.
Dépourvue de terres cultivables, Ranipet a développé un certain nombre de petites industries : fabriques d'outils, industries chimiques et surtout tanneries, qui font de cette ville l'un des dix sites les plus pollués de la planète d'après un rapport du Blacksmith Institute pour l'année 2006.